# Cueva de la Vieja
La Cueva de la Vieja (Alpera, Albacete) es el primer santuario con pinturas rupestres prehistóricas descubierto en la provincia de Albacete, en 1910, por el maestro don Pascual Serrano Gómez, vecino de Corral-Rubio (Albacete), y que posteriormente sería nombrado miembro numerario por Alicante de la Real Academia de la Historia. 
Fue declarada Bien de Interés Cultural con la categoría de Monumento Histórico Artístico el 25 de abril de 1924, con número de identificador otorgado por el Ministerio de Cultura de España RI-51-0000285 y, además, su valor inestimable como documento de la Prehistoria determinó a la Unesco su declaración como Patrimonio de la Humanidad, en 1998, formando parte de la nomenclatura administrativa del Arte rupestre del arco mediterráneo de la península ibérica.
Este yacimiento es un ejemplo paradigmático del Arte Levantino, expresión creencial de los últimos cazadores-recolectores epipaleolíticos que poblaron las sierras alperinas entre los años 10.000 y 6.000 años antes del presente. Esta expresión plástica, exclusivamente pictórica, figurativa, monocroma, con un procedimiento técnico muy singular logrando el característico trazo de pluma levantino, conserva -en la que ha sido calificada popularmente como «una cueva de lujo»- más de 170 motivos pintados, en una notoria diversidad de tamaños y de opciones: 33 arqueros, 13 figuras humanas y 2, tal vez 3, representaciones femeniles, además de arcos, flechas, bolsas, etc. Entre la fauna pintada cabe destacar: 15 ciervos, 10 cabras, 5 toros, 1 caballo, 6 carnívoros y varios cuadrúpedos de especie no precisa. En definitiva, todos los elementos esenciales de la iconografía del Arte Levantino.
También se conserva en este abrigo un grupo de 37 motivos abstractos: barras, geométricos complejos, máculas, etc., como expresión creencial de los grupos productores neolíticos, que corresponden al denominado convencionalmente como Arte Esquemático, y cuya cronología se sitúa entre 6.500 y 3.200 años antes del presente. 
La «Cueva de la Vieja» no está aislada y hay que destacar en el término municipal de Alpera la «Cueva del Queso» y los «Carasoles del Bosque I y II». En otros términos limítrofes merecen mencionarse: la estación del «Barranco del Cabezo del Moro» y «Cueva de Olula», en Almansa, la Cueva de Tortosilla, «Cueva del Rey Moro», abrigo cerca de la «Cueva Negra» también conocido como «Abrigo Pedro Mas y el Sordo», en Ayora (Valencia).